# Іванківці (Хмільницький район)
Іва́нківці — село в Україні, у Козятинській міській громаді Вінницької області. Населення становить 732 осіб.

## Назва
Село засноване 1676 року.
7 червня 1946 року село Янківці Козятинського району перейменоване в Іванківці, а Янковецьку сільську раду в  Іванковецьку.
12 червня 2020 року, відповідно з розпорядження Кабінету Міністрів України № 707-р «Про визначення адміністративних центрів та затвердження територій територіальних громад Вінницької області», село увійшло до складу Козятинської міської громади.
17 липня 2020 року, в результаті адміністративно-територіальної реформи та ліквідації Козятинського району, село увійшло до складу Хмільницького району.